# Volubilis
Volubilis (arapski: وليلي‎, Valili) je arheološki lokalitet rimskog grada 29 km sjeverno od grada Meknesa, između Fesa i Rabata u sjevernom Maroku. Njegove ruševine se smatraju najboljim rimskim spomenicima u sjeverozapadnoj Africi, zbog čega su 1982. godine upisane na UNESCO-ov popis mjesta svjetske baštine u Africi.

## Povijest
Na ovom lokalitetu pronađeni su tragovi ljudskog obitovanja još iz neolitika, a pronađene vaze podsjećaju na one iskopane u Anaiz-Villeni (Španjolska) 2000. godine koje pripadaju bakrenom dobu. Rimljani su 40. godine podigli svoj grad na ostacima feničkog naselja koje je ovdje postojalo najkasnije u 3. stojeću pr. Kr. Berberi su ga nazvali prema nazivu za oleandar, Valilt, koji je rastao uz obale rijeke Kumane koja protječe u podnožju naselja. Rimski Volubilis je postao važan grad na najzapadnijoj granici Rimskog Carstva i središte proizvodnje maslinovog ulja i uzgoja pšenice, što je dovelo do bogaćenja grada koji je postao središte rimske provincije Mauretania Tingitana. Grad je privlačio mnoge strance koji su se naseljavali. Između ostalog pronađeni su tragovi židovske zajednice.
Nakon što su Rimljani naglo napustili grad 285. godine (za cara Dioklecijana), lokalna plemena su ga nastavila naseljavati sve do 17. stoljeća. Iako ga je srušio potres koncem 4. stoljeća, djelomično je obnovljen u 6. stoljeću o čemu svjedoči i skupina nadgrobnih spomenika s natpisima na latinskom jeziku (od 599. do 655. godine) koji je dugo ostao živim jezikom u gradu. 
Abasidi su ga osvojili u 7. stoljeću, o čemu svjedoče pronađeni novčići, i prozvali su ga Valila. God. 788., lokalno pleme Avraba je primilo Alijevog potomka, Idrisa I., i proglasili ga svojim imamom. Nakon što je on organizirao svoje posjede postao je gospodarom cijelog područja i osnovao je svoju prijestolnicu Fes gdje je počeo kovati svoj novac. Nakon njegove smrti 791. godine, njegov vjerni rob Rašid je upravljao Volubilisom dok njegov sin, kojeg je rodila Avraba princeza, Idris II. nije odrastao. U 11. stoljeću su ga, kao i druge "kraljevske gradove Maroka", opustošili Almoravidi.
God. 1755. Volubilis je zadesio katastrofalan potres, nakon čega je uništen kako bi se njegovo kamenje iskoristilo za gradnju palače Mulaija Ismaila u obližnjem Meknesu. Prije toga, bio je jedan od najbolje sačuvanih rimskih gradova na svijetu.
God. 1915. Francuzi su započeli arheološka iskapanja koja su potrajala sve do 1920ih. Od 2000. godine Londonsko sveučilište, u suradnji s marokanskim Institutom znanosti i arheologije, je nastavilo istraživanje lokaliteta otkrivši i ostatke srednjovjekovnog grada. Većina nalaza s lokaliteta je izloženo u Arheološkom muzeju u Rabatu.

## Znamenitosti
Granice arheološkog lokaliteta of 48 hektara čine rimske niske zidine izgrađene od 168. – 169. godine. Zidine su imale oko 40 tornjeva i osam gradskih portala. Južni i zapadni dijelovi su izgrađeni na blagoj padini brda, na nekoliko terasa, a sjeveroistočni dio na ravnom polju je monumentalno područje sa slavolukom od kojeg se pruža mreža pravilnih ulica. U središtu, forumu, nalazio se kapitol, terme i bazilika. Tu je pronađeno inimno mnogo rimskih spomenika, uključujući mozaike, mramorne i brončane skulpture i stotine natpisa koji su i danas zaštićene na licu mjesta (in situ).
- Karakalin slavoluk u Volubilisu
- Decumanus maximus
- Kapitolij
- Bazilika
- Bazeni termi
- Mozaik in situ

## Vanjske poveznice
- Tore Kjeilen, Volubilis - Roman ruins with a long life  Arhivirana inačica izvorne stranice od 5. lipnja 2011. (Wayback Machine)
- The Volubilis Project  Arhivirana inačica izvorne stranice od 20. prosinca 2006. (Wayback Machine) (engl.)
- Fotografije Volubilisa  Arhivirana inačica izvorne stranice od 5. veljače 2012. (Wayback Machine)